# Batterijwisselstation

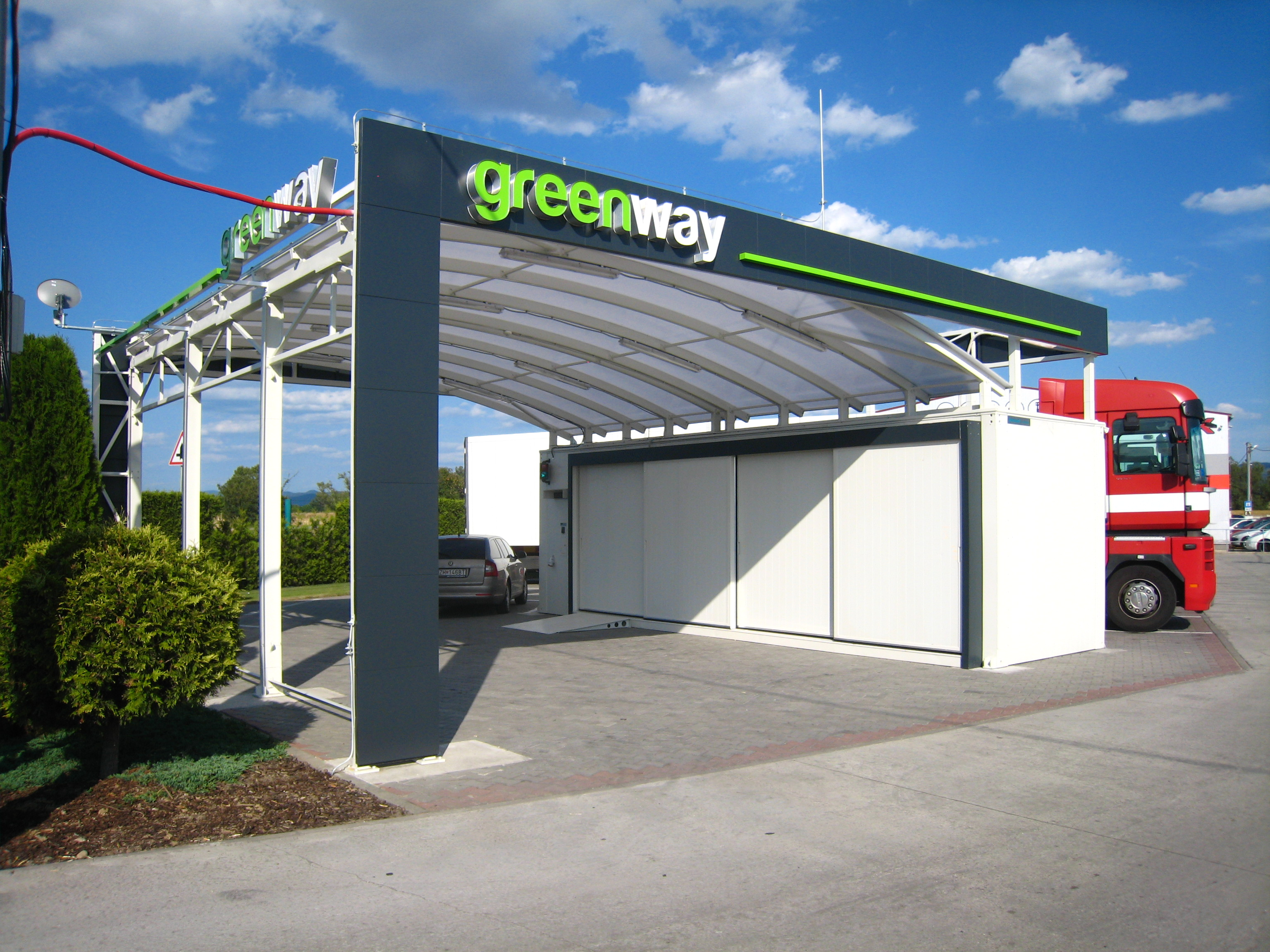
Een batterijwisselstation in Slowakije.

Een batterijwisselstation voor elektrische voertuigen is een plek waar de batterij gewisseld kan worden voor een volledig opgeladen exemplaar. Deze voorzieningen kunnen aangeboden worden als tijdbesparend alternatief voor een oplaadpunt.

## Beschrijving
De geschiedenis van het wisselen van accu's voor elektrische voertuigen gaat terug naar een idee in 1896. Een van de eerste praktische toepassingen vonden plaats tussen 1910 en 1924 door de Hartford Electric Light Company in de Verenigde Staten.
In Taiwan startte fabrikant Gogoro in 2011 met het bouwen van wisselstations voor elektrische brommers. Inmiddels waren er in 2022 ruim 11.000 GoStations in zowel Taiwan als China. Het bedrijf werd hiermee wereldwijd de grootste uitbater van wisselstations voor elektrische brommers.
Voor elektrische auto's is de Chinese fabrikant NIO de grootste aanbieder van publieke wisselstations. Het had in 2022 ongeveer 1000 stations in zowel China als Europa. Eind 2022 opende Nio het eerste batterijwisselstation in Nederland bij Tilburg. Het wisselen van een accu duurt circa 3 minuten van begin tot einde.
Ook het Amerikaanse Tesla bood in 2013 batterijwissels aan, die voor de Model S iets meer dan 90 seconden duurde. In 2015 werd de dienst stopgezet wegens onvoldoende interesse.
In Nederland werd in 2021 een batterijwisselsysteem met een batterij van 2 MWh in verwisselbare zeecontainers in gebruik genomen, voor de aandrijving van een omgebouwd elektrisch binnenvaartschip.

## Kritiek
Kritiek die op het verwisselen van batterijen wordt gegeven zijn de onder octrooi beschermde technologieën, die het beperken om deze breed toe te passen binnen de auto-industrie.